# Neorthacris
Neorthacris is een geslacht van rechtvleugeligen uit de familie Pyrgomorphidae. De wetenschappelijke naam van dit geslacht is voor het eerst geldig gepubliceerd in 1964 door Kevan & Singh.

## Soorten
Het geslacht Neorthacris omvat de volgende soorten:
- Neorthacris acuticeps Bolívar, 1902
- Neorthacris longicercata Singh & Kevan, 1965
- Neorthacris malabarensis Singh & Kevan, 1965
- Neorthacris palnensis Uvarov, 1929
- Neorthacris simulans Bolívar, 1902